# 汉语桥
「汉语桥」系列中文比赛（英語：Chinese Bridge）是由中外语言交流合作中心主办的大型国际汉语比赛，包括汉语桥·世界大学生中文比赛、汉语桥·世界中学生中文比赛和汉语桥·全球外国人汉语大会三项赛事，均为每年举行一次。